# Campionato italiano juniores di canoa polo 2012
Il campionato italiano juniores di canoa polo 2012 è stato la terza edizione di tale torneo organizzato dalla FICK. È stato vinto per la seconda volta di fila dal Canoa Club Napoli, che ha battuto in finale l'LNI Ancona per 4 a 1, mentre terza è arrivata la PN Katana. Si è tenuto ad Anzola dell'Emilia nei giorni 28/29 luglio, al contrario delle edizioni precedenti che si erano tenute in autunno.

## Formula
Le 9 squadre erano divise in due gironi all'italiana di sola andata. Al termine di essi le prime tre di ogni girone entravano in un particolare girone in cui giocavano solo due partite a testa contro le due squadre dell'altro girone aventi avuto posizione diversa in classifica (es: il Napoli, che è arrivato primo nel girone A, ha sfidato Lerici e Katana, arrivate rispettivamente seconda e terza nel girone B). La classifica di questo girone ha determinato le squadre partecipanti alle finali per il 1º, 3º e 5º posto. Le ultime due classificate del girone A e l'ultima del B hanno invece giocato un triangolare.

## Squadre iscritte
| Club                         | Città    |
| ---------------------------- | -------- |
| Canottieri Comunali Firenze  | Firenze  |
| Canottieri Pisa              | Pisa     |
| Lega Navale Italiana Ancona  | Ancona   |
| Gruppo Canoe Polesine        | Rovigo   |
| ARCI Borgata Marinara Lerici | Lerici   |
| Società Canottieri Ichnusa   | Cagliari |
| Canoa Club Napoli            | Bacoli   |
| Polisportiva Nautica Katana  | Catania  |
| CUS Udine                    | Udine    |

## Prima fase
|  |    | Girone A     | Pti | G | V | N | P |
|  | -- | ------------ | --- | - | - | - | - |
|  | 1. | CC Napoli    | 12  | 4 | 4 | 0 | 0 |
|  | 2. | SC Ichnusa   | 9   | 4 | 3 | 0 | 1 |
|  | 3. | GC Polesine  | 6   | 4 | 2 | 0 | 2 |
|  | 4. | Canott. Pisa | 3   | 4 | 1 | 0 | 3 |
|  | 5. | CUS Udine    | 0   | 4 | 0 | 0 | 4 |

|  |    | Girone B       | Pti | G | V | N | P |
|  | -- | -------------- | --- | - | - | - | - |
|  | 1. | LNI Ancona     | 6   | 3 | 2 | 0 | 1 |
|  | 2. | ARCI BM Lerici | 6   | 3 | 2 | 0 | 1 |
|  | 3. | PN Katana      | 3   | 3 | 1 | 0 | 2 |
|  | 4. | CC Firenze     | 3   | 3 | 1 | 0 | 2 |

## Seconda fase
|  |    | Girone C       | Pti | G | V | N | P |
|  | -- | -------------- | --- | - | - | - | - |
|  | 1. | CC Napoli      | 6   | 2 | 2 | 0 | 0 |
|  | 2. | LNI Ancona     | 4   | 2 | 1 | 1 | 0 |
|  | 3. | PN Katana      | 3   | 2 | 1 | 0 | 1 |
|  | 4. | ARCI BM Lerici | 3   | 2 | 1 | 0 | 1 |
|  | 5. | SC Ichnusa     | 1   | 2 | 0 | 1 | 1 |
|  | 6. | GC Polesine    | 0   | 2 | 0 | 0 | 2 |

|  |    | Girone D     | Pti | G | V | N | P |
|  | -- | ------------ | --- | - | - | - | - |
|  | 1. | CC Firenze   | 6   | 2 | 2 | 0 | 0 |
|  | 2. | Canott. Pisa | 3   | 2 | 1 | 0 | 1 |
|  | 3. | CUS Udine    | 0   | 2 | 0 | 0 | 2 |

## Finali
- SC Ichnusa - GC Polesine 1-0
- PN Katana - ARCI BM Lerici 4-3
- CC Napoli - LNI Ancona 4-1

## Classifica finale
1 CC Napoli 
2 LNI Ancona 
3 PN Katana 
4 ARCI BM Lerici
5 SC Ichnusa
6 GC Polesine
7 CC Firenze
8 Canott. Pisa
9 CUS Udine

## Vincitore
| Campione d'Italia 2012        |
| ----------------------------- |
| Canoa Club Napoli (2º titolo) |